# بخش خمک
بخش خمک یکی از بخش‌های شهرستان زهک استان سیستان و بلوچستان ایران است.

## تقسیمات کشوری
- بخش خمک
  - دهستان گوری
  - دهستان خمک

## جمعیت
براساس سرشماری عمومی نفوس و مسکن در سال ۱۳۹۵، جمعیت بخش خمک برابر با ۱۰،۰۳۷ نفر بوده‌است.